# 김동화 (승려)
김동화(金東華, 일본식 이름: 金河東華, 1902년 음력 8월 30일 ~ 1980년 4월)는 대한민국의 불교 승려이며 법명은 뇌허(雷虛)이다.

## 생애

### 일제 강점기
경상북도 상주에서 태어나, 12세 때인 1913년 상주 동해사에서 출가했다. 상주보통학교와 남명학원을 거쳐서 문경 김룡사의 경흥강숙을 1923년 졸업했다.
이후 일본에 유학하였고, 1930년에 도쿄의 릿쇼 대학 전문부 종교과를 졸업했다. 유학을 마치고 귀국해서는 잠시 경성실업전수학교 교원을 지내다가, 재차 유학하여 1932년 릿쇼 대학 종교과를 졸업하고 불교교리에 대한 연구를 계속했다. 연구에 충실히 몰두하여 1936년에 릿쇼 대학 전문부 종교과의 전임강사로 임용되었다.
이 무렵 조선에서는 총독 우가키 가즈시게가 앞장서 보급한 심전개발 운동을 유교계와 불교계가 지원하고 있었다. 김동화는 1936년 여름 방학을 이용하여 고향인 상주군 일원을 돌며 순회강연을 벌였다. 중일 전쟁 2주년을 맞는 1938년에도 시국 행사로 개최된 '시국 인식 및 심전개발 하기 순회강연회'에 연사로 참여해 경북 여러 지역에서 강연을 했다.
1939년에 경북5본산이 주축이 된 경북불교협회의 총무로 선출되면서 리소 대학에서는 사직했다. 전쟁 시국인 이때 경북불교협회는 조선총독부의 시책에 협조적인 모습을 보였고, 그 중심에는 총무인 김동화가 있었다. 1939년 경북5본산 승려하기수련강습회에 외부 강사들을 초빙하여 내선일체 등 정치적인 성격의 강연을 들었고, 하기강습회 기간 중 승려들이 식사를 걸러 모은 금액은 국방헌금으로 헌병대에 납부되었다.
1940년에는 경북5본산이 합동으로 은해사에 세운 오산불교학교의 초대 교장에 취임했다가, 그해 경성부의 혜화전문학교 강사가 되었다. 1942년에는 혜화전문학교 교수로 승진했으며, 태평양 전쟁 지원을 위한 강연 활동에 계속 참여했다. 1943년에 구세군의 황종률과 함께 영남 지역에서 학병 지원 유세를 편 일도 있고, 1944년 《불교》에 징병제 실시는 영광이라는 내용의 친일 시사문을 기고하기도 했다.
김동화는 전쟁이 막바지에 이른 1944년에 중앙 포교사 및 조선 불교 교학위원에 임명되어 총본산 종무원에서 근무하게 되었다. 당시의 총본산은 전시체제에 협조하기 위해 조직된 친일 종단이었다. 김동화는 이 직책에 재직하면서 부민관에서 열린 '미영격멸종교단체총궐기대회'에 참여한 일이 있다. 이 행사에는 조선총독 등 최고위급 인사들이 대거 참여하여 조선신궁을 함께 참배한 뒤 각 종교 대표들이 '열렬한 결의를 표하는' 전쟁 지원 연설을 했는데, 김동화는 불교계 대표로 연설했다.

### 광복 후
1945년에 일본이 태평양 전쟁에서 패망한 뒤 혜화전문학교에 돌아와 교수가 되었고, 1947년에 이 학교의 후신인 동국대학교 불교학과 학과장에, 1948년에는 부학장에 임명되었다. 한국 전쟁 중이던 1951년에 피난지 부산에서 학장에 취임하였고, 1953년에는 동국대학교 대학원장이 되었다.
1962년 동국대학교에서 명예철학박사 학위를 수여받고 1971년까지 대학원장 및 불교문화연구소장으로 재직했다. 1972년에는 대한민국 정부가 교육 공로자로 선정해 수여한 국민훈장 동백장을 받았고, 같은 해 학술원 공로상을 받고 대한민국학술원의 종신회원이 되었다.

## 사후
김동화는 불교사상의 현대적 정립으로 한국불교의 발전을 이룬 선각자이며 '근대 불교연구의 거장'으로 평가받는다. 활발한 저술 활동으로 많은 논문을 남겨, 탄생 100주년인 2002년에 전14권의 《뇌허 김동화 전집》이 출간되기도 했다.
민족문제연구소가 2008년 발표한 친일인명사전 수록예정자 명단 중 종교 부문에 선정되었다.

## 참고 자료
- 임혜봉 (2005년 3월 1일). 〈김동하 : 학병 지원 유세를 한 유학생 출신의 학승〉. 《친일 승려 108인》. 서울: 청년사. 387~398쪽쪽. ISBN 9788972783848.